# جان الأول (دوق لورين)
جان الأول (فبراير 1346 – 23 سبتمبر 1390)؛ كان دوق لورين منذ عام 1346 وحتى وفاته، بعد أن أصبح خليفة والده رودولف، وهو لا يزال رضيعًا في شهره السادس، بعدما قُتل الأخير في معركة كريسي. أما والدته فكانت ماري من بلوا من أسرة شاتيون العريقة.

## السيرة الذاتية
وخلال فترة وصايته الطويلة، تولّت والدته شؤون الحكم بمشاركة مع إبرهارد الثالث كونت فورتمبيرغ. وفي ديسمبر 1353، أدى جان قسم الولاء أمام الإمبراطور كارل الرابع الذي منحه لقب مفوض الإمبراطوري حول منطقة موزيل، وفي العام التالي منحه جان الثاني ملك فرنسا استثناءً خاصًا يتيح له ممارسة الحكم رغم عدم بلوغه سن الرشد.
شارك جان في الحملة الليتوانية الصليبية إلى جانب فرسان التيوتون ضد ليتوانيا عام 1356، ثم أعاد الكرّة مرة أخرى عام 1365.
وفي 19 سبتمبر 1356 شارك في معركة بواتييه، حيث أُبيد الآلاف من الجنود الفرنسيين تحت وابل سهام الرماة الإنجليز، ولكنه نجا بخلاف ما جرى لوالده، ليواصل القتال لاحقًا وإن كان قد أُسر على يد الإنجليز، وبعد ذلك قاتل إلى جانب الدوفين شارل لإخماد تمرد إتيان مارسيل في باريس. كما حضر مراسم تتويج شارل في 19 مايو 1364 في ريمس، مما عزز الروابط المتنامية بين لورين وفرنسا على مدار القرن السابق.
وشارك جان في حرب الخلافة البريتانية دعمًا لخاله شارل دوق بريتاني ضد جان دي مونتفورت، خلال معركة أوراي بتاريخ 29 سبتمبر 1364 بات مونتفورت الدوق بلا منازع بعد سقوط شارل قتيلًا، أُسر جان في المعركة.
واصل جان دعمه لكل من شارل الخامس وابنه شارل السادس في استعادة الأقاليم التي كانت قد فُقدت بموجب معاهدة بريتيني، غير أنه في سنواته الأخيرة بدأ يبتعد عن البلاط الفرنسي، وكان من أسباب ذلك الخراب الذي خلفته الفرق العسكرية الجوالة في أراضيه، فضلًا عن تدخل المسؤولين الملكيين في طبيعة العلاقة بينه (كأمير تابع للإمبراطورية) وبين تابعِيه المحليين، وفي نهاية المطاف توصل إلى تقارب مع فيليب الثاني دوق برغونية. ومع ذلك، توفي جان في باريس في 22 سبتمبر 1390، أثناء دفاعه عن نفسه ضد اتهام بسوء استخدام السلطة وجّهه إليه سكان نوفشاتو.

## الأسرة
تزوج جان من صوفي من فورتمبيرغ (1343–1369)؛ ابنة إبرهارد الثاني، كونت فورتمبيرغ وإليزابيث فون هينيبيرغ-شلوسينغن، عام 1361. ورُزقا بالأبناء التالية أسماؤهم:
- شارل الثاني دوق لورين (1365–1431)؛[3] خليفته.
- فردريك كونت فوديمون (1369–1415)؛[3] هو جد الأكبر لـ رينيه الثاني دوق لورين.
- إيزابيل (توفيت عام 1423)؛ وتزوجت من إنغيران السابع، لورد كوسي،[7] تزوجت ابنتهما الوحيدة إيزابيل من فيليب الثاني كونت نيفير ابن حليفه فيليب دوق برغونية.

كما تزوج جان لاحقًا من مارغريت دي شيني (توفيت عام 1372)، ودُفنت في دير أورفال.